# Moringa hildebrandtii
Moringa hildebrandtii är en tvåhjärtbladig växtart som beskrevs av Adolf Engler. Moringa hildebrandtii ingår i släktet Moringa och familjen Moringaceae. Inga underarter finns listade i Catalogue of Life.